# Naturdenkmal Schwalgloch Wintertal

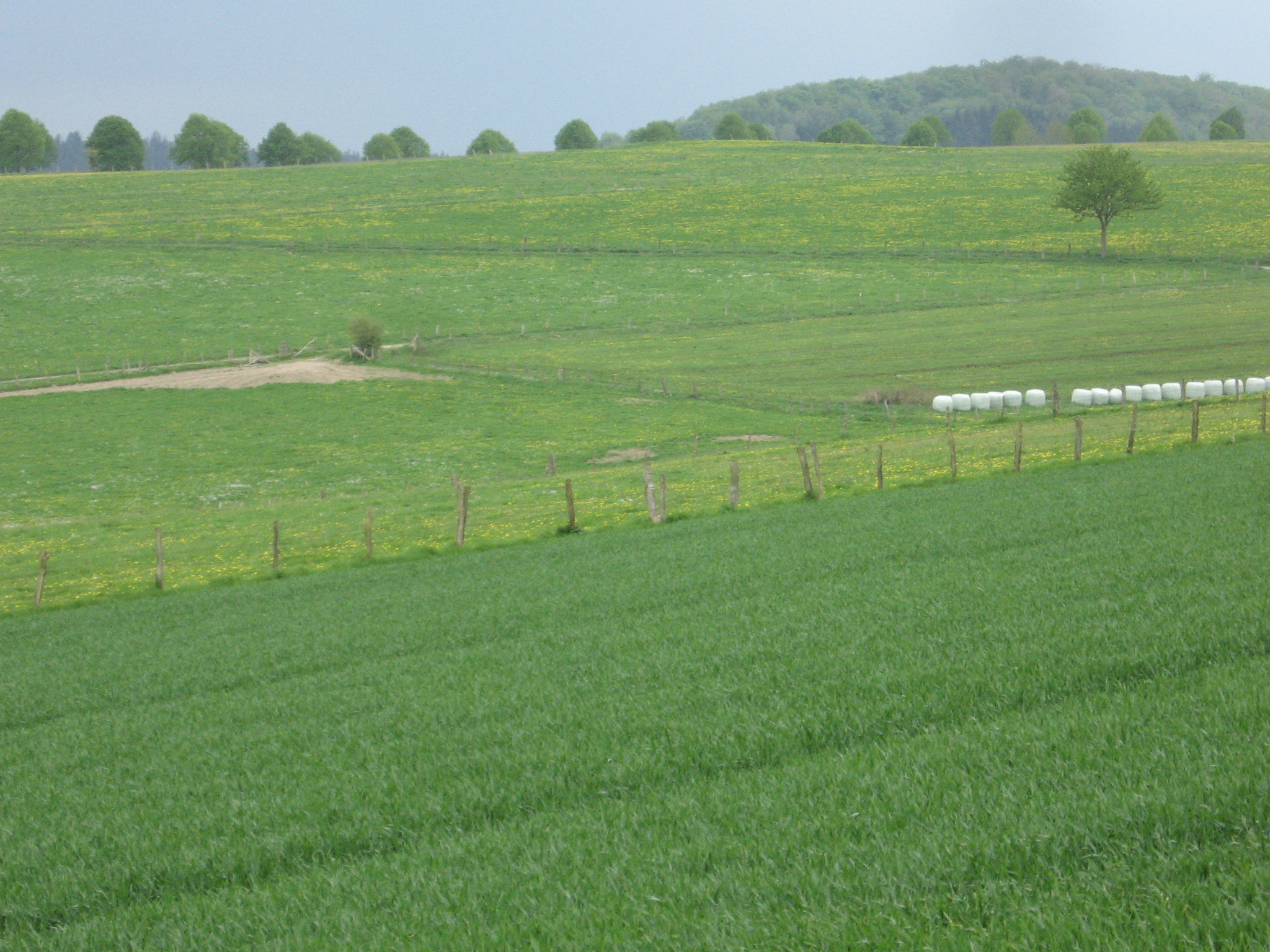
Naturdenkmal Schwalgloch Wintertal in Bildmitte

Das Naturdenkmal Schwalgloch Wintertal mit einer Größe von 0,07 ha liegt nordöstlich von Altenbüren im Stadtgebiet von Brilon. Das Gebiet wurde 2008 mit dem Landschaftsplan Briloner Hochfläche durch den Hochsauerlandkreis als Naturdenkmal (ND) ausgewiesen. Das Naturdenkmal ist umgeben vom Landschaftsschutzgebiet Wintertal/Escherfeld. 250 Meter weiter östlich befindet sich das Naturdenkmal Doline Wintertal.
Das ND Schwalgloch Wintertal gehört zu den sieben Naturdenkmälern im Landschaftsplan Briloner Hochfläche welche als Karsterscheinungen festgesetzt wurden. Dabei handelt es sich um vier Schwalglöcher und drei Dolinen.
Das Schwalgloch Wintertal ist teilweise in früherer zeit verkippt worden und deshalb kaum noch sichtbar. In der aktuellen Grundkarte des Gebietes hat das Schwalgloch noch eine Größe von 40 × 25 m. In älteren Kartendarstellungen ist es noch größer. Der Wasserlauf ist die überwiegende Zeit trockengefallen. Das Schwalgloch wird als Grünland genutzt. Laut Landschaftsplan sollen die Verkippungen entfernt werden um das Schwalgloch wieder sichtbar zu machen. 